# CT-geführte, interstitielle Brachytherapie

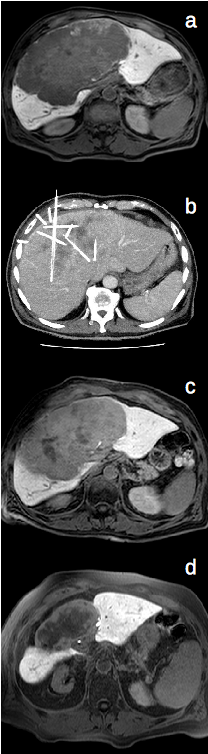
CT-geführte, interstitielle Brachytherapie eines ausgedehnten intrahepatischen Gallengangskarzinoms: a) präinterventionelles MRT der Leber b) Katheteranlage zur interstitiellen Brachytherapie im CT c) MRT der Leber 3 Monate nach Brachytherapie d) MRT der Leber 3 Jahre nach Brachytherapie

Die CT-geführte, interstitielle Brachytherapie ist eine spezielle Unterform der Brachytherapie.

## Definition
Die bildgeführte interstitielle HDR (High-Dose-Rate) Brachytherapie in Afterloadingtechnik ist eine Therapiemöglichkeit verschiedener maligner Erkrankungen. Der Schwerpunkt der CT-geführten Brachytherapie liegt in der minimalinvasiven Behandlung primärer und sekundärer Tumoren der Leber, Lunge, Nieren und Nebennieren sowie Lymphknoten. Zu den häufigsten Tumorerkrankungen zählt hierbei das hepatozelluläre Karzinom, cholangiozelluläre Karzinom und Nierenzellkarzinom sowie Metastasen des kolorektalen Karzinoms, Mammakarzinoms, Nierenzellkarzinoms, Bronchialkarzinoms sowie neuroendokriner Tumoren.
Angewendet werden kann die bildgeführte Brachytherapie einzeln oder als Ergänzung zu systemischer Chemotherapie/Immuntherapie und Chirurgie. Verwandte Verfahren in der interventionellen lokalablativen Therapie sind die Radiofrequenzablation, Mikrowellenablation und Laserablation sowie im weiteren Sinne die transarterielle Chemoembolisation und Radioembolisation.

## Wirkungsweise
Die Wirkung der interstitiellen Brachytherapie beruht auf einer einmaligen Hochdosisbestrahlung, welche die Abtötung aller erfassten Tumorzellen zum Ziel hat. Aufgrund der physikalischen Gegebenheiten fällt die Dosis zur Umgebung hin sehr steil ab, umgebendes gesundes Gewebe kann daher geschont werden.
In Abhängigkeit von der Tumorart mit seiner jeweiligen Strahlensensibilität beträgt die Zieldosis um den Tumor 15 – 25 Gray, hiermit kann in den meisten Fällen eine Ablation erreicht werden.

## Indikationen
Entsprechend der Wirkungsweise kann die CT-geführte Brachytherapie grundsätzlich bei allen Formen solider Tumoren und deren Metastasen angewendet werden. Typischerweise erfolgt die Behandlung, wenn eine chirurgische Entfernung klinisch oder technisch nicht möglich ist sowie häufig ergänzend zu einer Chemotherapie oder wenn sich diese nicht mehr als wirksam erweist.
Seit 2016 wurde die bildgeführte Brachytherapie in die Europäische Leitlinie zum therapeutischen Management des metastasierten kolorektalen Karzinoms aufgenommen und wird in dieser gleichrangig mit anderen minimalinvasiven Verfahren zur Therapie nicht resektabler Metastasen aufgeführt.
Im Falle des hepatozellulären Karzinoms kann die Anwendung alternativ oder ergänzend zur transarteriellen Chemoembolisation üblicherweise im Erkrankungsstadium BCLC B erfolgen. Weiterhin wird die bildgeführte Brachytherapie als Alternative zur Radiofrequenzablation oder transarteriellen Chemoembolisation bei der Bridgingbehandlung bis zur Lebertransplantation diskutiert.

## Therapieablauf
Die Anlage der Bestrahlungskatheter in die zu behandelnden Tumoren erfolgt zunächst über eine Punktion von außen, welche mit Hilfe der Computertomographie (seltener auch Magnetresonanztomographie oder Sonographie) durchgeführt wird. Hierbei erfolgt eine Lokalanästhesie im Bereich der Einstichstelle sowie zusätzliche Analgosedierung mit der Gabe von Schmerz- und Beruhigungsmitteln.
Nach Anlage und Befestigung der Bestrahlungskatheter wird der Patient in die Strahlentherapie verbracht und dort erfolgt über die Katheter die Hochdosisbestrahlung der Tumoren von innen mit einer Iridium-192-Quelle.
Nach Abschluss der Bestrahlung werden die Strahlenquelle sowie im Anschluss die Katheter vollständig entfernt.

## Nebenwirkungen und Limitationen
Akute Komplikationen stehen typischerweise im Zusammenhang mit der Anlage der Katheter. Wie bei anderen bildgeführten Punktionsverfahren können Blutungen, Infektion oder Gewebeschäden auftreten. Chronische Schädigungen gehen auf die Strahlenwirkung zurück und betreffen sowohl das Zielorgan als auch strahlensensible Nachbarorgane wie Magen oder Darm, deren Nähe gelegentlich die applizierbare Strahlendosis begrenzen können.